# アドリアナ・カランブー
アドリアナ・カランブー（Adriana Karembeu 旧姓：スクレナリコヴァ Sklenaříková 1971年9月17日 - ）は、スロバキアのファッションモデル、俳優、実業家。ギネス・ワールド・レコーズに世界一脚の長いモデル（腰骨からの長さ）として認定されている。
1971年、スロバキア人の母とチェコ人の父の間に生まれる。プラハ・カレル大学医学部に通っていたが中退。1992年に21歳でモデルデビューし、1998年にはTVシリーズ「Eurotrash」に出演した。2004年「Jak básníci neztrácejí nadeji」で映画デビュー。
1998年12月22日にニューカレドニア出身の元フランス代表サッカー選手クリスティアン・カランブーと結婚。2004年のアテネオリンピックでは聖火ランナーも務めた。フランス赤十字親善大使としても知られる。
2004年11月13日スロバキアの外務大臣によって「アドリアナ・カランブーは世界中にスロバキアを代表する顔である」とスロバキア共和国の代表者の名誉称号を授与された。
2006年イギリスの男性誌FHMのフランス語版で「世界で最もセクシー女性ランキング」の1位に選ばれた。
2011年3月にクリスティアンとの離婚を発表した。
現在はパリに在住しており、自分の名前のコスメティックブランド「アドリアナ・カランブー」を世界で展開している。